# Elias Theodorou
Elias Michael Theodorou (Mississauga, 31 maggio 1988 – Woodbridge, 11 settembre 2022) è stato un artista marziale misto e personaggio televisivo canadese di origini greche.
Combatté nella divisione dei pesi medi per l'organizzazione statunitense UFC. Fu vincitore del reality show The Ultimate Fighter Nations: Canada vs. Australia nel 2014.
È morto l'11 settembre 2022 a causa di un tumore al colon.

## Caratteristiche tecniche
Theodorou era un lottatore abbastanza completo, abile sia nella lotta a piedi che in quella a terra. Era dotato di discrete abilità nel kickboxing e nel muay thai, alle quali abbinava un buon background nella lotta libera e nel jiu jitsu brasiliano.
L'ottimo cardio gli valse il soprannome di "Cardio King".  

## Carriera nelle arti marziali miste

### Ultimate Fighting Championship
Il 19 febbraio 2017 sfidò Cézar Ferreira a UFC Fight Night 105, trionfando via decisione unanime.

## Risultati nelle arti marziali miste
| Risultato | Record | Avversario     | Metodo              | Evento                            | Data             | Round | Tempo | Città           | Note |
| --------- | ------ | -------------- | ------------------- | --------------------------------- | ---------------- | ----- | ----- | --------------- | ---- |
| Vittoria  | 13-1   | Cézar Ferreira | Decisione (unanime) | UFC Fight Night: Lewis vs. Browne | 19 febbraio 2017 | 3     | 5:00  | Halifax, Canada |      |